# Надь, Бернадетт
Бернадетт Надь (венг. Bernadett Nagy; 19 ноября 2000)  —  венгерская спортсменка, борец вольного стиля.

## Карьера
В середине марта 2022 года в Пловдиве она одержала победу на Первенстве Европы среди борцов до 23 лет. В конце марта 2022 года в Будапеште на чемпионате Европы, одолев в схватке за 3 место Марию Оряшкову из Болгарии, стала бронзовым призёром. В середине февраля 2024 года в Бухаресте на чемпионате Европы она стала бронзовым призёром, в весовой категории до 76 кг, в схватке за 3 место она одолела Полин Лекарпантье из Франции. 6 апреля 2024 года в Баку на Европейском квалификационном турнире к Олимпийским играм она получила квоту для Венгрии на летние Олимпийские игры 2024 года в Париже.

## Результаты
- Чемпионат Европы по борьбе 2022 — ;
- Чемпионат Европы по борьбе 2024 — ;